# یواس‌اس واترمن (دی‌ئی-۷۴۰)
یواس‌اس واترمن (دی‌ئی-۷۴۰) (به انگلیسی: USS Waterman (DE-740)) یک کشتی بود که طول آن ۳۰۶ فوت (۹۳ متر) بود. این کشتی در سال ۱۹۴۳ ساخته شد.